# Friederike Becht
Friederike Becht   (Bad Bergzabern, 14 d'octubre de 1986) és una actriu alemanya.

## Biografia
Va estudiar a la Universitat de les Arts de Berlín. Va treballar com a actriu al Ernst Deutsches Theater d'Hamburg, al Schauspielhaus de Zúric, al Berliner Ensemble i al Stadttheater de Friburg. El seu primer èxit fou el 2007, representant Thekla al Wallenstein de Peter Stein, al Berliner Ensemble, per qui va ser honorada per la Theater Heute com a millor actriu nouvinguda. El 2009/10 fou membre del Ensemble al Schauspiel Essen. Allà va presentar el Solveig a Peer Gynt, el paper principal a La petita bruixa i el paper principal Tanja a Lutz Hübner estrena Night History. En la temporada següent, es va traslladar amb el director Anselm Weber a la Schauspielhaus Bochum, on és membre permanent del conjunt. A Bochum va interpretar: Lyudmila, la filla de Schelesnowa, Cecily Cardew a Bunbury, Maria a What you want, i va representar Vera Herbst a House by the lake i Maria a Yerma.
Va aparèixer en diverses pel·lícules de televisió i cinema. El 2008, va obtenir el paper de suport, Angela Berg, en la coproducció alemanya-americana The Reader. El 2009, va interpretar a Gerda Reich en la biografia televisiva My Life - Marcel Reich-Ranicki. El 2011, va protagonitzar el llargmetratge Westwind. Al llargmetratge Hannah Arendt, Becht va compartir el paper amb Barbara Sukowa, el 2012. El 2015, va protagonitzar la pel·lícula biogràfica d'ARD sobre Käthe Kruse. Becht té un fill i una filla amb el poeta Sebastian Rabsahl i viu a Bochum.

## Premis
- 2014: Bochumer Theaterpreis[2]
- 2015: Ulrich Wildgruber Prize[6]